# Herdenkingsmonument Lt. Robert Deprez en Lt. André Schaepdryver
Het Herdenkingsmonument Lt. Robert Deprez en Lt. André Schaepdryver is een oorlogsmonument in Harelbeke dat twee gesneuvelde Belgische luitenants tijdens Wereldoorlog II gedenkt. Het is gelegen dicht bij het voormalige geboortehuis van André Schaepdryver aan de Gentsesteenweg nummer 100, waar hij voorheen werd herdacht met een gedenkplaat.  Toen het ouderlijk huis werd afgebroken, werd besloten om op het nieuwe monument ook luitenant Robert Deprez op te nemen.

## Beschrijving
Het monument bestaat uit een marmeren sokkel. De natuurstenen plaat leest:

Gaven beiden in hachelijke omstandigheden
blijk van stoutmoedigheid en uithoudingsvermogen
Uit België ontvlucht naar Engeland alwaar zij
 met vuur en dapperheid dienst namen als vrijwilligers
in het korps der geparachuteerden

## Historische context
Robert Deprez, André Schaepdryver en Marcel Becquaert waren drie vrienden afkomstig uit Harelbeke die richting Groot-Brittannië trokken om zich vrijwilliger te stellen in de Belgische brigade. De vrienden stonden bekend als de drie musketiers en deden samen dienst in de Britse geheime dienst als parachutist. Op de zeedijk van Hansweert was tijdens een luchtgevecht op de Westerschelde Lt. Robert Deprez omgekomen in een vliegtuigcrash. Anderzijds stierf Lt. André Schaepdryver door onthoofding in het concentratiekamp Mauthausen. Enkel Marcel Becquaert zag het einde van de oorlog.